# Onthophagus gibsoni
Onthophagus gibsoni là một loài bọ cánh cứng trong họ Bọ hung (Scarabaeidae).